# Матилда фон Шаумбург-Липе
Матилда Августа Вилхелмина Каролина фон Шаумбург-Липе (на немски: Matilde Auguste Wilhelmine Karoline Prinzessin zu Schaumburg-Lippe; * 11 септември 1818, Бюкебург, Долна Саксония; † 14 август 1891, Карлсруе, Баден-Вюртемберг) е принцеса от Шаумбург-Липе и чрез женитба херцогиня на Вюртемберг (1843 – 1875).

## Биография
Тя е голямата дъщеря на княз Георг Вилхелм фон Шаумбург-Липе (1784 – 1860) и съпругата му принцеса Ида Каролина фон Валдек-Пирмонт (1796 – 1869), дъщеря на княз Георг фон Валдек-Пирмонт (1747 – 1813) и принцеса Августа фон Шварцбург-Зондерсхаузен (1768 – 1849).
Матилда фон Шаумбург-Липе умира на 14 август 1891 г. на 72 години в Карлсруе, Баден-Вюртемберг. Погребана е в евангелската църква „Св. София“ в Карлсруе.

## Фамилия
Матилда фон Шаумбург-Липе се омъжва на 15 юли 1843 г. в Бюкебург за генерал херцог Евгений фон Вюртемберг (* 25 декември 1820; † 8 януари 1875), син на генерал Евгений фон Вюртемберг (1788 – 1857) и първата му съпруга принцеса Матилда фон Валдек-Пирмонт (1801 – 1825). Те имат децата:
- Вилхелмина Евгения Августа Ида Хелена (* 11 юли 1844, Дюселдорф; † 24 април 1892, Карлсруе), омъжена на 8 май 1868 г. в Карлсруе за нейния чичо генерал Николаус фон Вюртемберг (* 1 март 1833, Карлсруе; † 22 февруари 1903, Карлсруе)
- Вилхелм Евгений фон Вюртемберг (* 20 август 1846, Бюкебург; † 27 януари 1877, Дюселдорф), женен на 8 май 1874 г. в Щутгарт за велика княгиня Вера Константиновна Романова от Русия (* 16 февруари 1854; † 11 април 1912), внучка на руския цар Николай I (1796 – 1855)
- Паулина фон Вюртемберг (* 11 април 1854, Дюселдорф; † 24 април 1914, Бреслау), трябва да се откаже от името и титлата си и се нарича „Фрау фон Кирбах“ на 1 май 1880 г., омъжена на 1 май 1880 г. в Карлсруе, Силезия, за лекаря Мелхор Ханс Отокар Вилим (* 25 август 1855; † 29 октомври 1910, Бреслау)

- Дъщеря ѝ Вилхелмина фон Вюртемберг
- Синът ѝ Вилхелм Евгений фон Вюртемберг и съпругата му Вера
- Дъщеря ѝ Паулина фон Вюртемберг с дете